# صوفي هان
صوفي هان (بالإنجليزية: Sophie Hahn)‏ هي منافسة ألعاب القوى بريطانية، ولدت في 23 يناير 1997 في نوتنغهام في المملكة المتحدة.

## وصلات خارجية
- الموقع الرسمي
- صوفي هان على موقع الاتحاد الدولي لألعاب القوى (الإنجليزية)
- صوفي هان على موقع Paralympic.org (الإنجليزية)
- صوفي هان على موقع IPC.InfostradaSports.com (مؤرشف) (الإنجليزية)